# Stephan Ehses
Stephan Ehses, född 9 december 1855 i Zeltingen, död i januari 1926, var en tysk romersk-katolsk kyrkohistoriker och urkundsutgivare.
Ehses prästvigdes 1883, bedrev historiska studier i Vatikanens arkiv, blev 1895 föreståndare för det historiska institut, som av det romersk-katolska Görres-Gesellschaft 1888 grundats i Rom, och utnämndes 1902 till påvlig husprelat. 
Bland Ehses skrifter kan nämnas Geschichte der Pack'schen Händel (1881, nytryck 2010), Landgraf Philipp von Hessen und Otto von Pack (1886), Papst Urban VIII und Gustav Adolf (i "Historische Jahrbuch der Görresgesellschaft", 16, 1895) och Festschrift zum 1100-jährigen Jubilæum des Campo Santo in Rom (1897). Han utgav "Römische Dokumente zur Geschichte der Ehescheidung Heinrichs VIII." (1893), "Nuntiaturberichte aus Deutschland: Kölner Nuntiatur 1584-90" (två band, 1895-99) och "Acta concilii Tridentini" (del l, 1904). Ehses utgav sedan 1887 tillsammans med Anton de Waal "Römische Quartalschrift für christliche Alterthumskunde und für Kirchengeschichte".